# Zygmunt Kukla
Zygmunt Kukla (* 21. Januar 1948 in Nysa; † 18. Mai 2016 in Mielec) war ein polnischer Fußballtorhüter.

## Karriere

### Verein
Kukla begann seine Karriere 1965 bei Stal Mielec. 1973 und 1976 gewann er mit Mielec die polnische Landesmeisterschaft.
Seine größten internationalen Erfolge auf Vereinsebene waren die Teilnahmen am Europapokal der Landesmeister 1973/74 und 1976/77 sowie das Erreichen des Viertelfinales im UEFA-Pokal 1975/76.
1981 wechselte er in die griechische Profiliga, A' Ethniki zu dem Athener Verein Apollon Smyrnis, bei dem er 1983 seine Profilaufbahn beendete.

### Nationalmannschaft
Von 1976 bis 1979 absolvierte Kukla 20 Länderspiele im Tor der polnischen Nationalmannschaft. Er nahm an der Fußball-Weltmeisterschaft 1978 in Argentinien teil, bei der er in der zweiten Finalrunde in den Spielen gegen Peru (1:0) und Brasilien (1:3) zum Einsatz kam.

## Erfolge
- 2 × Polnischer Meister: 1973, 1976